# Main-Tauber-Tal
Das Gebiet Main-Tauber-Tal ist ein knapp 3000 ha großes Landschaftsschutzgebiet im Gebiet der Stadt Tauberbischofsheim und der Gemeinde Werbach im Main-Tauber-Kreis in Baden-Württemberg. Es wurde mit Verordnung vom 14. Februar 1953 ausgewiesen (LSG-Nummer 1.28.001) und ist das älteste Landschaftsschutzgebiet im Main-Tauber-Kreis.

## Geschichte
Ursprünglich umfasste das Landschaftsschutzgebiet weite Bereiche des ehemaligen Landkreises Tauberbischofsheim. Durch Verordnungen des Regierungspräsidiums Stuttgart und die Ausweisung neuer Natur- und Landschaftsschutzgebiete verringerte sich die Fläche im Zeitraum von 1975 bis 2005 mehrfach:
- Durch Verordnung vom 30. Mai 1975 wurde innerhalb des Landschaftsschutzgebietes das Naturschutzgebiet Hunsenberg mit einer Fläche von 7,6 ha ausgewiesen.
- Durch Verordnung vom 24. September 1982 (Naturschutzgebiet Kaltenberg) verringerte sich die Fläche um 13 ha.
- Durch Verordnung vom 1. April 1985 (Landschaftsschutzgebiet Werbach) verringerte sich die Fläche um 1320 ha.
- Durch Verordnung vom 30. November 1985 (Landschaftsschutzgebiet Kembachtal) verringerte sich die Fläche um 85 ha.
- Durch Verordnung vom 14. Februar 1986 (Naturschutzgebiet Mehlberg) verringerte sich die Fläche um 5 ha.
- Durch Verordnung vom 10. Mai 2005 (Landschaftsschutzgebiet Lauda-Königshofen) verringerte sich die Fläche um 2967 ha.

## Lage
Das rund 2988 Hektar große Schutzgebiet gehört naturräumlich zum Tauberland. Es liegt auf dem Gebiet der Stadt Tauberbischofsheim sowie der Gemeinde Werbach auf einer mittleren Höhe von etwa 185 m ü. NN. Das Landschaftsschutzgebiet befindet sich in einem Durchbruch des Tauberflusses durch die Schichten des Muschelkalks und Buntsandsteins.

## Schutzzweck
Wesentlicher Schutzzweck ist die Erhaltung des Landschaftsbildes in der Ausdehnung der in der Landschaftsschutzkarte schraffierten Fläche, soweit die natürliche Entwicklung es zulässt.